# It- og Telestyrelsen
It- og Telestyrelsen var en styrelse under Ministeriet for Videnskab, Teknologi og Udvikling. 
Styrelsen blev dannet ved en sammenlægning af Telestyrelsen og Statens Information i 2002. Hovedopgaven for styrelsen var at varetage det offentliges udvikling på it- og teleområdet, ligesom styrelsen udarbejdede de overordnede regler for befolkningens forsyning af it- og teleydelser. 
It- og Telestyrelsen havde også til opgave at sikre et konkurrencepræget marked, så man havde adgang til en tilgængelig, effektiv, sikker og billig digital infrastruktur.
I samarbejde med ministeriets departement var det desuden styrelsens opgave at varetage Danmarks interesser på it- og
teleområdet i diverse internationale organisationer og under internationale forhandlinger.
Styrelsen havde ca. 300 ansatte og var beliggende i Østbanegade på Østerbro i København.
Efter folketingsvalget 2011 opsplittes It- og Telestyrelsen, hvorved styrelsen blev nedlagt. Styrelsens ressortområder blev fordelt på Erhvervs- og Vækstministeriet, Forsvarsministeriet, Finansministeriet og Økonomi- og Indenrigsministeriet.